# Dreamgirls
Dreamgirls ist ein US-amerikanisches Filmdrama von Bill Condon aus dem Jahr 2006. Es handelt sich um eine Adaption des gleichnamigen 1981er Broadway-Musicals Dreamgirls von Henry Krieger und Tom Eyen. Das Filmmusical enthält vier zusätzliche Krieger-Titel.

## Handlung
Detroit im Jahr 1962. Die Girlgroup The Dreamettes, bestehend aus Effie Melody White, Deena Jones und Lorrell Robinson, nimmt an einem örtlichen Talentwettbewerb teil. Der Autoverkäufer Curtis Taylor wird zum Manager der Gruppe und organisiert für sie eine Chitlin’-Circuit-Tour. Zuerst starten die drei als Backgroundsängerinnen bei James „Thunder“ Early.
Es gelingt ihnen, mit einem Titel die Nummer eins der Billboard Hot 100 zu werden.
Während Curtis und Effie eine Beziehung haben, geht Lorrell eine Affäre mit dem verheirateten James ein. Nachdem sich die nun in The Dreams umbenannte Gruppe von James Thunder getrennt und ein neues Image angenommen hat, macht Curtis Deena zur Leadsängerin, weil dem Fernsehen Tribut gezollt werden muss und das Publikum durch die hübschere und schlankere Deena angesprochen werden soll. Effie gibt zähneknirschend klein bei – sie sieht sich im Recht, die bessere Stimme zu haben, will aber auch zum Erfolg kommen. Als Effie während der Proben nicht erscheint, wird sie am Silvesterabend ausgebootet. Es heißt, sie sei zu schwierig geworden, und Curtis hat bereits einen Ersatz für Effie besorgt. Effie verlässt Curtis und die Band im Streit und lebt alleine. Sie verschweigt Curtis, dass sie von ihm schwanger ist. Die Jahre gehen dahin, und der Riesenerfolg der Girls wird zu Deenas Triumph. Sie wird ein Star und ist nun mit Curtis verheiratet. Nach einer langen Zeit – es ist schon Mitte der 1970er – bricht Deena schließlich mit ihrem Mann, weil sie feststellt, wie er alle nur ausnutzt. The Dreams geben ein Abschiedskonzert, bei dem auch Effie zur Versöhnung mit auftritt. Im Publikum sitzt ihre neun Jahre alte Tochter, und als Effie sie ansingt, begreift Curtis, wer das kleine Mädchen ist.

## Hintergrund
- Der Film wurde wie das Musical unter anderem von der Geschichte der Supremes, später auch bekannt als Diana Ross & the Supremes (im Film Deena Jones and the Dreams genannt), inspiriert. Die lose an Diana Ross angelehnte Rolle der Deena Jones wird von Beyoncé Knowles gespielt. Knowles war einst selbst aus einer sehr erfolgreichen Girlgroup, Destiny’s Child, als Solistin hervorgegangen.
- Der Film wurde in Los Angeles gedreht.[4]
- Die Produktionskosten betrugen schätzungsweise 70 Millionen US-Dollar.[5] Weltweit spielte der Film ca. 146 Millionen US-Dollar ein.
- Die Premiere fand am 15. Dezember 2006 in New York City und in Los Angeles statt. Die breite Veröffentlichung in den Kinos der USA begann am 25. Dezember 2006, der deutsche Kinostart war am 1. Februar 2007.[6]
- Die im Film dargestellte Plattenfirma „Rainbow Records“ hat Motown zum Vorbild.
- Im Film will Curtis Taylor während der Weihnachtsfeier Deena Jones einen Jungen vorstellen, welcher vor der Tür auf sie wartet. Dieser sieht wie der junge Michael Jackson aus, was auf die langjährige Freundschaft zwischen Diana Ross und Michael Jackson anspielt; Jackson veröffentlichte mit seiner Band The Jackson 5 die ersten Platten genauso wie Diana Ross bei Motown.
- John Lithgow und John Krasinski haben einen Gastauftritt im Film als Filmproduzent bzw. Drehbuchautor.

## Rezeption

### Kritiken
James Berardinelli bezeichnete den Film auf ReelViews als eine „wundervolle Unterhaltung“ und lobte die „komplexen“ Charaktere. Der Film zeige die Realität der afroamerikanischen Musiker aus der Sicht der beteiligten Personen. Er gehöre zu jenen Filmen, die das Gefühl gäben, nicht nur etwas zu sehen, sondern auch zu erleben.
Kirk Honeycutt  schrieb im Hollywood Reporter vom 1. Dezember 2006, der auf einem Musical beruhende und „theatralisch“ wirkende Film habe „Energie“, aber kein „Herz“. Honeycutt lobte besonders stark die Darstellung der Newcomerin Jennifer Hudson, aber Jamie Foxx mache den Anschein, als fühle er sich in der Rolle eines Bösewichts nicht wohl. Außerdem lobte Honeycutt den Schnitt und die Kameraarbeit.
Mick LaSalle schrieb in der San Francisco Chronicle vom 15. Dezember 2006, dass er zum ersten Mal Menschen sah, die während des Abspanns im Kino sitzen blieben. Der Film spiegele die stilistischen und die kulturellen Änderungen der 1960er und der 1970er Jahre. LaSalle lobte die Darstellungen von Jennifer Hudson und Beyoncé Knowles.

### Auszeichnungen
Die IMDb verzeichnet für den Film 27 erhaltene Preise (in über 40 Kategorien) sowie weitere 21 Nominierungen (in über 50 Kategorien). Nachfolgend eine Auswahl:
Oscarverleihung 2007

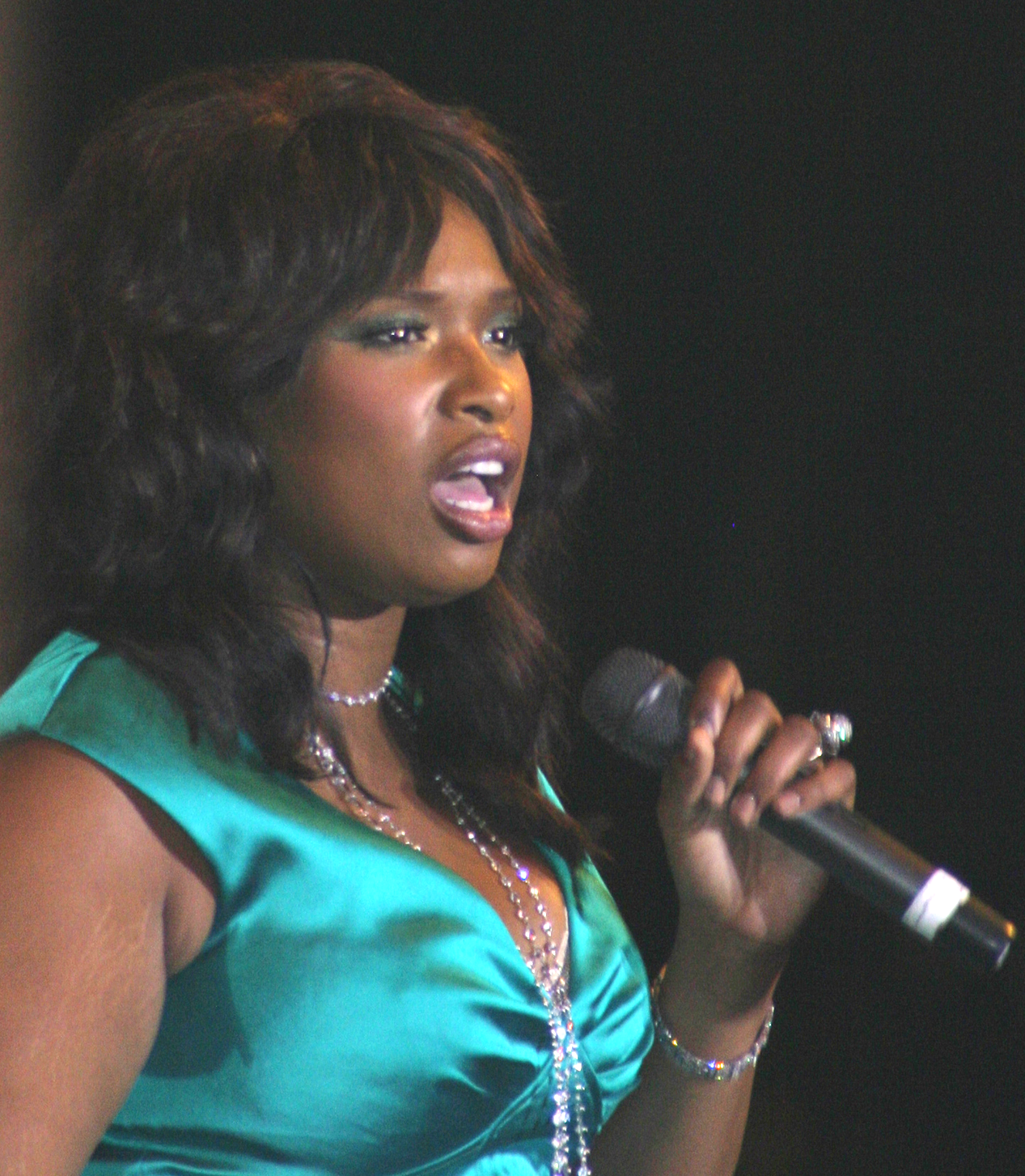
Jennifer Hudson

- Beste Nebendarstellerin – Jennifer Hudson
- Bester Ton – Michael Minkler, Bob Beemer und Willie D. Burton
  - weitere Nominierungen:
  - Bester Nebendarsteller – Eddie Murphy
  - Bestes Szenenbild – John Myhre und Nancy Haigh
  - Bestes Kostümdesign – Sharen Davis
  - Bester Song – Listen, gesungen von Beyoncé Knowles
  - Bester Song – Love You I Do, gesungen von Jennifer Hudson
  - Bester Song – Patience, gesungen von Eddie Murphy, Anika Noni Rose und Keith Robinson

Golden Globe Awards 2007
- Bester Film – Komödie oder Musical
- Bester Nebendarsteller – Eddie Murphy
- Beste Nebendarstellerin – Jennifer Hudson
  - weitere Nominierungen:
  - Beste Hauptdarstellerin – Komödie oder Musical – Beyoncé Knowles
  - Bester Filmsong – Listen

Screen Actors Guild Awards 2007
- Bester Nebendarsteller – Eddie Murphy
- Beste Nebendarstellerin – Jennifer Hudson
  - weitere Nominierung:
  - Bestes Schauspielensemble – Hinton Battle, Jamie Foxx, Danny Glover, Jennifer Hudson, Beyoncé Knowles, Sharon Leal, Eddie Murphy, Keith Robinson und Anika Noni Rose

British Academy Film Awards 2007
- Beste Nebendarstellerin – Jennifer Hudson
  - weitere Nominierung:
  - Anthony Asquith Award for Film Music – Henry Krieger

Die Deutsche Film- und Medienbewertung (FBW) verlieh dem Film das Prädikat „besonders wertvoll“.

## Heimkino-Veröffentlichungen
- DVD-Veröffentlichung
In Deutschland wurde der Film am 21. Juni 2007 auf DVD veröffentlicht. Anders als in einigen anderen Ländern wurde jedoch lediglich eine Einzel-Disc mit nur wenig Zusatzmaterial (erweiterte Szenen, Musikvideo) auf den Markt gebracht.[11]

- Blu-ray-Veröffentlichung
Anders als die DVD erschien die Blu-ray-Fassung des Films als Special Edition mit zwei Discs. Diese enthält neben den Extras der DVD eine Reihe von Featurettes, teilweise in HD-Auflösung. Die Veröffentlichung erfolgte zeitgleich zu den anderen Medien am 21. Juni 2007.[12]

- HD DVD-Veröffentlichung
Ebenfalls am 21. Juni 2007 erschien auch eine HD-DVD-Edition. Diese umfasst wie die Blu-ray zwei Discs und enthält identische Extras. Im Unterschied zur Blu-ray enthält die HD-DVD Tonspuren in Dolby Digital Plus.[13]

- In den USA wurde im Oktober 2017 der Director’s Cut des Films veröffentlicht. Dieser ist gegenüber der Kinofassung rund 10 Minuten länger.[14]